# 布莱恩·克拉夫
布莱恩·霍华德·克拉夫，OBE（1935年3月21日—2004年9月20日），曾经是英格兰足球运动员和教练。他在20世纪60-80年代和助理教练彼得·泰勒执教过数个英格兰足球俱乐部，并在德比郡和诺丁汉森林取得成功，帮助小球会诺丁汉森林连续两年夺得欧洲冠军杯冠军，被认为是英格兰足球历史上最伟大的教练之一。
克拉夫魅力十足，性格直率，其言论经常引起争议，他也被很多人认为是未能担任英格兰国家队的主教练中最伟大的一个。有一次问到他对英格兰选帅的观点时，克拉夫回答：“我相信英格兰足总的官员认为如果让我担任国家队主教练，我的言论举止肯定会让我成为主角，（所以他们不会让我担任主教练）。他们是精明的，因为这的确是我将会做的。”

## 童年

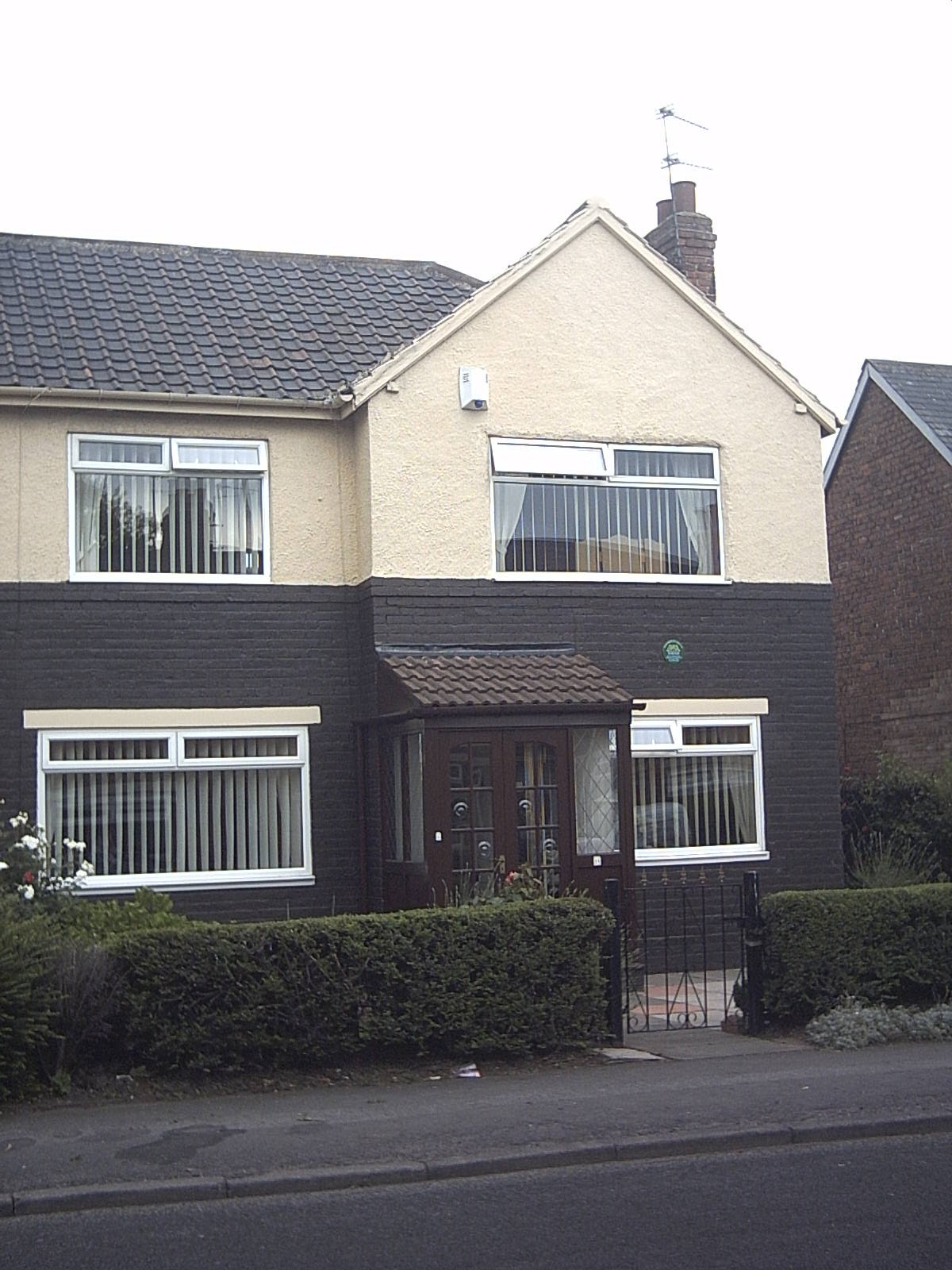
克拉夫的出生地

1935年3月21日克拉夫出生于米德爾斯堡格洛弗山山谷路11号一个甜品店工人的家庭，在九名兄弟姐妹中排名第六。他的大姐伊利莎白在1927年死于败血症，年仅四岁。当谈论到童年生活时，克拉夫表示他喜欢生活的每一个方面，他非常感谢自己父母的养育之情，认为他自己是一个来自天堂的一小部分。克拉夫在米德爾斯堡长大，虽然他承认那不是世界上最好的地方，但对他来说确实天堂。在那里做的每一件事、获得的每一个成就、想的每一样东西影响了他的一生。这也许是受他母亲的影响，她需要照顾八个孩子，从早一直工作到晚，比克拉夫见到的任何人都辛劳。
虽然克拉夫天资聪颖，但他在1946年的升学考试中却失败了，最终他只能进入Marton Grove普通中学就读。在克拉夫的自传中，他承认他因为喜欢运动而经常疏忽了功课，而他作为年轻人喜欢的第一个体育项目是板球，而不是足球。1950年，克拉夫中学毕业后来到帝国化学工业公司工作，在1953年至1955年间在英国皇家空军团服役。

## 球员生涯
克拉夫在服役前曾经在低级别联赛球队比灵汉姆踢球，1955年，他加盟家乡球队米德尔斯堡，并成为一名多产的前锋，在213场联赛中打进197个进球。1961年，克拉夫转会到桑德兰，在61场联赛打进54球。1962年12月26日，他在桑德兰和贝里的联赛中因和对方守门员克里斯·哈克相撞导致膝盖受伤下场。赛后检查发现他的前十字韧带受伤，这在当时通常会导致球员职业生涯的终止。虽然克拉夫在两年后重返赛场，但在继续踢三场比赛后就宣告退役。克拉夫职业生涯中联赛的场均进球率是0.916，在英格兰联赛进球超过200个的球员中进球率最高，如果再加上苏格兰联赛，他的场均进球率则是排名第二位。
克拉夫曾经两次代表英格蘭出场，一次是1959年10月17日和威爾斯，一次是当年10月28日对阵瑞典，但都没有取得进球。

## 教练生涯

### 哈特尔普尔联
1965年10月29日，克拉夫来到英格兰丁级联赛球队哈特尔普尔联执教，彼得·泰勒担任他的助理教练。年仅30岁的克拉夫成为当时英格兰联赛最年轻的教练。1966年，时任哈特尔普尔联主席、以喜欢和球队教练玩心理游戏著称的Ernest Ord宣布将克拉夫和泰勒解职。但克拉夫和泰勒成功说服董事会解除Ernest Ord俱乐部主席的职务，两人也得以留任。不过一年后，1967年6月5日，克拉夫和泰勒宣布离开球队加盟在英格兰乙级联赛中苦苦保级的德比郡。

### 德比郡

#### 蜜月期

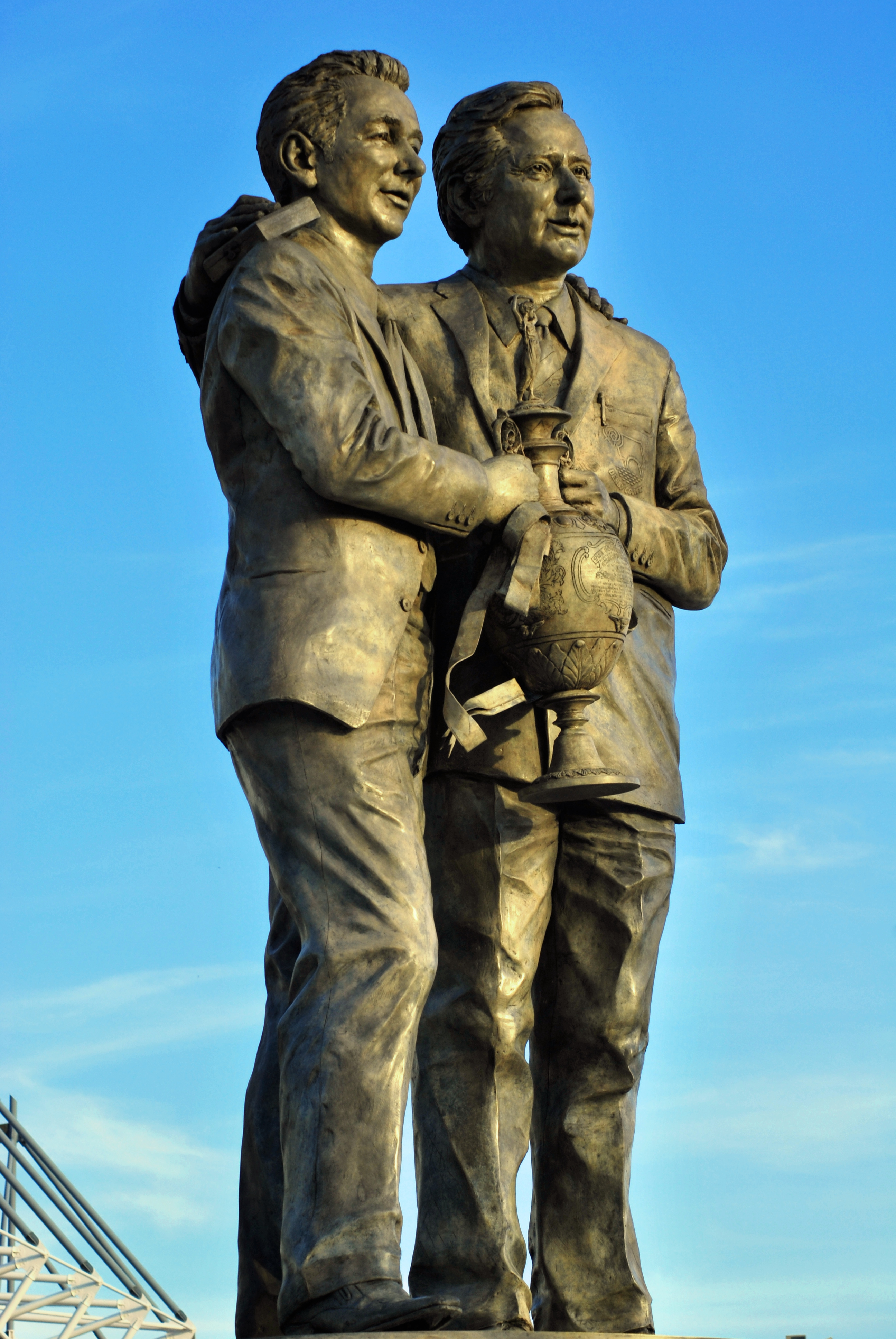
德比郡主场普莱德公园球场外的克拉夫和泰勒塑像

在克拉夫到来之前，德比郡已经在低级别联赛中挣扎多年，他们上一次参加顶级联赛已经是1952/53赛季的事情。在克拉夫到任的第一个赛季（1967/68赛季），德比郡在英格兰乙级联赛的排名为第18位，比前一个赛季下降一位。但他在这个赛季中完成了对球队的改造，为未来的成功奠定了基础。在他到任前的十一名球队主力中，莱斯只留下凯文·赫克托、艾伦·德班、罗恩·韦伯斯特和柯林·博尔顿四人，并先后引进了罗伊·麦克法兰、约翰·奥哈尔、约翰·麦戈文、艾伦·兴顿和莱斯·格林等球员。此外，他还解雇了俱乐部的秘书、球场管理员和首席球探，以及两个被他发现在球队输球后仍然在谈笑的办公室女秘书。在这个赛季中，德比郡曾杀入联赛杯半决赛，但输给当时英格兰最成功的球队——利兹联而止步四强。1968/69赛季，在继续签入戴夫·麦凯和威利·卡林后，德比郡在克拉夫的率领下获得英格兰乙级联赛的冠军，重回顶级联赛。在赛季中他们还创造了22场比赛不败的俱乐部最好成绩。
克拉夫被认为是一名强硬但喜欢公平竞赛的教练，他要求自己的球员在场上踢球干净，不使用小动作，而且也不能容忍报刊的愚蠢问题。他坚持别人叫他“克拉夫先生”，并因善于将比赛变为他和他的球队的优势而赢得他的同事极大的尊重。在德比郡重返英甲联赛的第一个赛季，克拉夫率队获得第四名，这时德比郡在1949年以来取得的最好成绩。但由于俱乐部的财务违规行为，德比郡被禁止参加下个赛季的欧洲国际城市博览会杯并被罚款一万英镑。1970/71赛季，德比郡获得联赛第九名。而在1971/72赛季，德比郡以一分之差压倒利物浦、利兹联以及曼城，获得建队88年以来的首个英格兰顶级联赛冠军。当时在联赛最后一轮，德比郡1比0击败利物浦后，泰勒带领球员前往西班牙马略卡岛度假。在那里，他们得知争冠对手利兹联和曼城在最后一轮都没有获胜，而这意味着德比郡获得了联赛冠军。但克拉夫并不在马略卡岛上庆祝的人群中，他当时和家人在英格兰的锡利群岛度假。

#### 和德比郡董事会的矛盾
1972年8月，克拉夫拒绝俱乐部董事会提出的去荷兰和西德进行赛前热身赛的计划，除非他能够带他的家人随行。但德比郡主席萨姆·朗森告诉克拉夫这是工作而不是度假。克拉夫一气之下让助理教练泰勒率队前往欧陆，自己则拒绝出行。当年，德比郡俱乐部拒绝参加英格兰慈善盾杯。
1972年8月24日，在没有得到德比郡董事会同意的情况下，克拉夫和泰勒以创俱乐部转会纪录的22.5万英镑从莱斯特城签入后卫戴维·尼什。之后，董事会的成员杰克·柯克兰警告克拉夫和泰勒不能再擅自以类似高价签入球员。9月3日，克拉夫又在球队主场2比1击败利物浦的联赛的赛后采访中攻击德比郡球迷：“他们只在比赛将近结束、我们一球领先时才开始欢呼，但我想听到在我们落后时球迷的歌声。他们是一群可耻的人。”在采访中，克拉夫还攻击俱乐部董事会的政策。第二天，俱乐部主席萨姆·朗森向球迷道歉并表示他和克拉夫的指责无关。
1972/73赛季，德比郡只获得联赛第七名，卫冕失败。但球队在欧洲冠军杯中一路杀入半决赛，直到1973年4月在半决赛中两回合1比3被意甲球队尤文图斯淘汰。赛后，从球队更衣室出来的克拉夫面对意大利记者的提问时说道：“作弊的混蛋不配和我说话，我永远不会和作弊的混蛋讲话。”英語：）之后，他又讽刺意大利人在第二次世界大战中的懦弱表现。正是克拉夫类似频繁的直言不讳、口无遮拦的评论，特别是针对足球管理部门，如英格兰足总和俱乐部的官员——如足总官员艾伦·哈达克、英格兰国家队主教练阿尔夫·拉姆塞、曼联董事马特·巴斯比以及利兹联主教练唐·里维，以及和利兹联球员布藍拿、和诺曼·亨特等的骂战，导致他最后和球队主席朗森以及俱乐部董事会彻底闹翻。
1973年8月5日，克拉夫在《星期天快报》发表署名文章，激烈抨击利兹联的战术，指出唐·里维应该因鼓励他的球员在球场上的不道德行为而被罚款，利兹联应该被罚降入次级联赛。克拉夫在文章中还说：“足总的官员已经失去一下子就可以清理球场肮脏行为的最佳机会……现在足球的纪律处分制度最大的问题在于那些参加听证会的人往往是现在制度的既得利益者。”1973年9月，克拉夫前往西汉姆联的主场，提出以40万英镑打包买入他最欣赏的球员之一——以及。时任西汉姆联主教练的罗恩·格林伍德拒绝了他的提议，但表示会把他的报价提交给俱乐部董事会予以讨论。克拉夫没有将他这次出价告诉朗森、秘书或其他董事会成员。四个月后，朗森在西汉姆联队秘书埃迪·查普曼的一次聊天中，才意外得知此事。
1973年10月11日，朗森将解去克拉夫和泰勒教练一职的提案放入董事会中讨论，但没有得到足够的支持。2天后，在德比郡客场1比0击败曼联的联赛赛后，杰克·柯克兰要求泰勒解释他在俱乐部的角色到底是什么，并要求他在两天后答复。同一天，朗森指责克拉夫在比赛结束后在马特·巴斯比面前做出V字手势，要求他道歉，但克拉夫拒绝道歉，并强烈否认他有做过V字手势。而在这次事件前一个星期，朗森曾要求克拉夫停止给报纸写文章并不要在电视节目中露面，并将酒吧的格栅拆毁以阻止克拉夫和泰勒继续饮酒。

#### 从德比郡辞职
1972年4月，克拉夫和泰勒曾经短暂辞去德比郡教练一职，准备前往考文垂。但在几小时后，由于朗森答应给他们增加工资，克拉夫和泰勒最终留在德比郡。1973年10月15日，克拉夫和泰勒故伎重演，再次提出辞职，以引起德比郡球迷的骚动。他们要求俱乐部董事会在五天后和莱斯特城的主场联赛之前留任克拉夫和泰勒。当晚，克拉夫接受迈克尔·帕金森的电视访谈，强烈抨击俱乐部董事会缺乏足球知识。而在这一周早些时候，克拉夫在英格兰主场对阵波兰的世界杯预选赛电视直播中，曾经讽刺波兰队守门员扬·托马谢夫斯基是一个小丑，英格兰在这场比赛中1比1被波兰逼平，失去参加1974年世界杯足球赛决赛圈的资格。克拉夫在德比郡六年的时间虽然引起不少争议，但也让他在足球领域中赢得大量的关注。他从一个不知名的小教练蜕变为一名受人关注的名帅。

### 布莱顿
克拉夫很快就在英格兰南面的小球队、刚降入英格兰丙级联赛的布莱顿找到新工作。出于对他的忠诚，原来德比郡的助理教练泰勒以及球探和后勤人员都跟随他转投布莱顿。 但他在布莱顿的经历不是很成功，在1973/74赛季，他率领球队踢32场比赛，仅赢得其中的12场，而在1973年12月1日，布莱顿还曾耻辱性地以2比8不敌布里斯托尔流浪者。最终布莱顿仅获得该赛季英丙联赛第19名。

### 利兹联
在布莱顿执教不到一年后，克拉夫于1974年7月成为英甲联赛球队利兹联的主教练，以取代调任英格兰国家队的唐·里维。但这一次泰勒并没有跟随他来到利兹联，而是选择继续留在布莱顿。克拉夫的这个举动让很多人感到不解，毕竟之前克拉夫经常直言不讳地批评里维，毫不掩饰地表达他对里维的不屑。而且在他看来，利兹联的战术不仅过于激进，而且是非常不公平的。
他只在利兹联当了44天的主教练，1974年9月12日，他被球队董事会解雇。在队期间，克拉夫疏远了球队几名的核心球员，特别是、诺曼·亨特和布藍拿。在刚到任球队的一节训练课上，克拉夫说：“你们应该将你们之前赢得的奖牌全部扔掉，因为他们都不是通过公平竞赛得来的。”（英語：You can all throw your medals in the bin because they were not won fairly.）他成为利兹联历史上最不成功的一名主帅，执教六场比赛仅赢下一场，利兹联以6轮积4分排名联赛第19位，即倒数第四位，创造球队15年来最差开局。克拉夫的解约金为9.8万英镑，在当时是一笔很大的钱。在接受约克郡电视台的访谈时，克拉夫表示他被解职完全是由于带队成绩的原因，而没有其他的影响因素。

### 诺丁汉森林

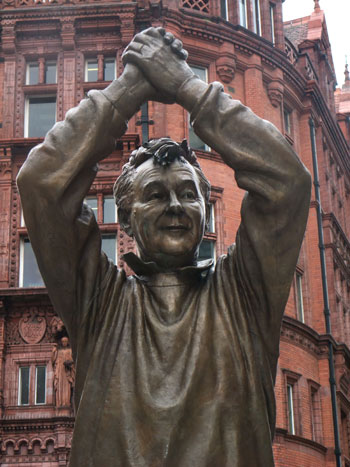
位于诺丁汉的克拉夫塑像

1975年1月6日，克拉夫再次得到工作机会，他取代亚伦·布朗，开始担任当时位列英乙联赛第十三位的诺丁汉森林的主教练。克拉夫的首场比赛是足总杯第三轮和托特纳姆热刺的重赛，苏格兰前锋尼尔·马丁打进唯一一球，诺丁汉森林1比0击败热刺晋级第四轮。
在担任诺丁汉森林队主教练期间，克拉夫很少在电视节目中亮相，也很少发出类似之前在德比郡执教时直言不讳的言论。在第一个赛季中，克拉夫率队获得联赛第十六名，而在1975/76赛季，即克拉夫在诺丁汉森林的第一个完整赛季，诺丁汉森林最终获得英乙联赛第八名。赛季结束后，克拉夫的老朋友彼德·泰勒离开布莱顿，来到诺丁汉森林再次担任他的助理教练。
克拉夫和泰勒一起让诺丁汉森林的成绩迅速进入正轨。在两人合作的第一个赛季，即1976/77赛季，诺丁汉森林即以联赛第三名的成绩回归英甲联赛。而在两人合作第二个赛季，作为升班马的诺丁汉森林一鸣惊人，先是在老特拉福德球场1比0击败利物浦，获得俱乐部历史上的首个英格兰联赛杯的冠军。之后，诺丁汉森林又以七分的绝对优势压倒利物浦，获得俱乐部历史上首个顶级联赛冠军。这一壮举也使得克拉夫成为继传奇教练赫爾伯特·查普曼后，第二位率领两支不同球队获得英格兰顶级联赛冠军的教练。
1978/79赛季，诺丁汉森林获得参加欧洲冠军杯的机会。而克拉夫也继续招兵买将，1979年2月9日，他以100万英镑的身价从伯明翰城签入24岁的前锋特雷沃·弗朗西斯，这是英国足球史上第一笔超过100万英镑的球员转会记录。在这个赛季中，诺丁汉森林在联赛杯决赛3比2击败南安普顿，卫冕联赛杯冠军。但在联赛中他们却卫冕失败，名次位列利物浦之后屈居亚军。这个赛季最大的辉煌在于他们在欧洲冠军杯决赛中1比0击败鲍比·霍顿执教的瑞典冠军马尔默，成为欧洲冠军。一年后，诺丁汉森林再次杀入欧洲冠军杯决赛，并击败德国冠军汉堡，卫冕冠军杯。这个赛季他们连续第三年进入联赛杯决赛，但却以0比1不敌狼队，屈居亚军。
除了率队两度成为欧洲冠军外，克拉夫还在1977年11月26日至1978年12月9日之间率领诺丁汉森林队创造了连续42场联赛不败的纪录，这个成绩打破了之前伯恩利创造的连续35场联赛不败的英格兰纪录。这个纪录直到2004年8月，克拉夫逝世前一个月，才被阿森纳打破，最终阿森纳将联赛不败纪录扩大到49场。
之后几个赛季，在克拉夫的执教下，诺丁汉森林稳居联赛中上游，但却始终和冠军无缘。直到1988/89赛季，诺丁汉森林历史上第四次进入英格兰联赛杯决赛并在决赛中击败卢顿，第三次获得联赛杯冠军。在这个赛季，诺丁汉森林一度在联赛中高歌猛进，但赛季末段的疲软让他们最终只获得联赛第三名。诺丁汉森林在足总杯则止步于四强，他们和利物浦的半决赛因为希尔斯堡惨剧而被迫中断，而在重赛中不敌利物浦而被淘汰。克拉夫在这个赛季的后半段只能在看台上指挥比赛，他因为在和女王公园巡游者的联赛结束后殴打三名冲入场地的球迷而受到惩罚。1989/90赛季，诺丁汉森林以1比0击败奥尔德姆，第四度获得联赛杯冠军。
1991年，诺丁汉森林历史上第一次进入足总杯决赛，对手是托特纳姆热刺。克拉夫在决赛中使用两名仅有少数联赛经验的球员——李·格罗弗和伊恩·沃安，并且让年轻的罗伊·基恩代替英格兰国脚斯蒂夫·霍奇担任首发，90分钟两队1比1打平，在加时赛前，克拉夫并没有到场地边鼓励球员或给他们提出建议，而是一言不发地坐在教练席上。托特纳姆热刺凭借诺丁汉森林后卫德斯·沃克在加时赛的乌龙球以2比1赢得决赛。而罗伊·基恩在后来他的自传中表示，他在这场比赛前其实已经受伤，根本是不应该参加比赛的。一年后，他们第六次进入联赛杯决赛，但0比1输给曼联而再度屈居亚军。
1992/93赛季，英超联赛成立。这是克拉夫在诺丁汉森林执教的第18个也是最后一个赛季。这个赛季，诺丁汉森林卖走了数名核心球员，如舒寧咸和德斯·沃克等，再加上克拉夫日益失控的酗酒行为，诺丁汉森林在这个赛季中位列联赛最后一名，在顶级联赛征战16年后再次降入第二级别联赛。克拉夫在赛季结束后宣布退休。
在克拉夫执教诺丁汉森林期间，他曾经和贾斯丁·法沙努，英格兰历史上首名转会费超过100万英镑的黑人球员发生冲突。当他转会加盟诺丁汉森林后，由于不适应克拉夫的要求，迟迟找不到进球感觉，并逐渐失去信心。当克拉夫发现法沙努是同性恋后，他甚至禁止法沙努参加分组训练。克拉夫在自传中详细描述了他有一次听说法沙努去同性恋酒吧后对他的训斥。克拉夫问法沙努：“当你想要一个面包时你会去那里？”法沙努回答：“我想应该去面包店。”“如果你想要一个羊腿你会去哪里？”“肉店。”“那你为什么要一直去那些该死的同性恋俱乐部？”

#### 和爱尔兰、苏格兰和威尔士国家队的联系
1987年，在麦克·英格兰辞去威尔士国家队主教练一职后，威尔士足协曾经邀请克拉夫担任球队的兼任教练。克拉夫非常希望能有机会成为国家队的主教练，但由于诺丁汉森林俱乐部董事会的反对，最终未能成行。
1986年6月，当苏格兰国家队的临时主教练拒绝苏格兰足协的邀请留任后，克拉夫曾被认为是这个职位的有利竞争者。而他在一年前也被人和爱尔兰国家队的主教练一职联系起来，但最终都不能成行。

#### 和泰勒的决裂
泰勒曾经是克拉夫的好朋友，他在哈特尔普尔联、德比郡、布莱顿和诺丁汉森林等俱乐部曾长期辅助克拉夫。泰勒在1982年宣布退休并离开诺丁汉森林，不过在半年后又复出担任德比郡主教练。1983年5月21日，泰勒在没有事先告知克拉夫的情况下签入诺丁汉森林边锋约翰·罗伯逊，两人因此事而决裂。
克拉夫和泰勒再也没有和好过，直至1990年10月泰勒逝世，克拉夫和他的家人参加了泰勒的葬礼。当诺丁汉森林队的助理教练打电话告诉克拉夫关于泰勒的死讯时，克拉夫默默地放下电话。据称他因为未能和泰勒和解而大哭一场，并且因此更加重他酗酒的程度。克拉夫将他在1994年出版的自传献给泰勒。

## 退休后的生活
1995年10月，当格拉咸·泰萊辞去狼队主教练时，克拉夫一度打算复出申请这个工作，但最后还是放弃。
诺丁汉森林队将俱乐部主场城市足球場的最大的看台——行政看台命名为布莱恩·克拉夫看台。2002年，由于克拉夫在教练领域上的卓越表现，他入选英格兰足球名人堂。
20世纪90年代初，克拉夫曾经牵涉到时任托特纳姆热刺主帅的以及俱乐部主席苏加尔的球员转会回扣丑闻，特别在舒寧咸从诺丁汉森林转会到热刺中。克拉夫被指控在转会谈判期间非法收受金钱并非法支付给球员金钱。
克拉夫退休后，他的大部分时间都用在戒酒上。酗酒长达30年的克拉夫健康岌岌可危，他的肝脏已经严重损伤并出现肿瘤。2003年初，医生认为他如果不接受肝移植的话最多只能再活两个星期。1月份，克拉夫接受了肝移植手术，这次手术使他的生命又延长了20个月。克拉夫在手术后可以进行一些轻体力的身体锻炼，并感觉比肝移植前几年要快乐很多。

## 逝世和纪念

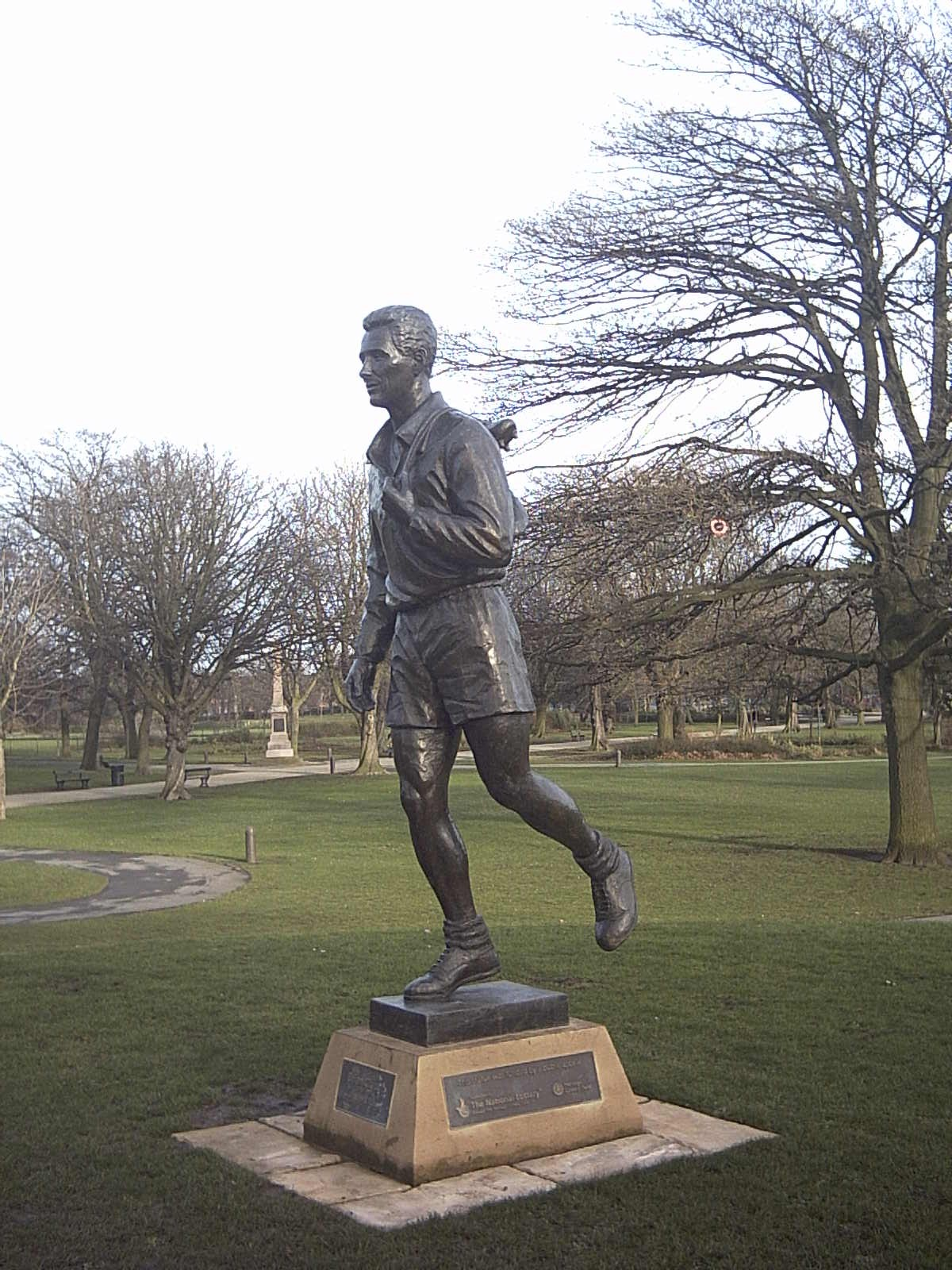
米德爾斯堡的克拉夫雕像

2004年9月20日，克拉夫因胃癌在德比市立医院逝世，享年69岁。德比郡和诺丁汉森林，这两个竞争激烈的俱乐部的球迷一起为他的逝世默哀。2004年10月21日，超过14000人参加了在德比郡主场普莱德公园球场举行的克拉夫追悼会。这次追悼会本来是安排在德比大教堂举行，但由于参加的人太多，门票供不应求，最终转移到普莱德公园球场。
2005年8月，连接德比和诺丁汉的A52公路被命名为布莱恩·克拉夫路。他的遗孀芭芭拉对诺丁汉市议会表示感谢。诺丁汉快速交通系统开通后，电车215路被命名为布莱恩·克拉夫。
经过一段漫长的筹款过程，他的家乡米德爾斯堡为克拉夫建造了一尊雕像。雕像于2007年5月16日正式落成。虽然有人认为应该将雕像树立在克拉夫出生的地方——格洛弗山，但最终雕像选择树立在米德爾斯堡的阿尔伯特公园。阿尔伯特公园是克拉夫球员生涯时从米德尔斯堡当时的主场阿雷桑公园球场走回家的必经路径。
2006年12月，布莱恩·克拉夫雕像基金会宣布在过去的18个月内已经接受6.9万英镑的捐款，将为克拉夫在诺丁汉城内树立雕像。2008年1月，基金会在三种备选方案选出了布莱恩·克拉夫雕像的最终方案。雕像将被安放在诺丁汉市中心国王街和皇后街的汇合处。2008年11月，芭芭拉在超过5000人面前为布莱恩·克拉夫雕像揭幕。2007年－2008年，米德爾斯堡市议会通过在米德爾斯堡综合医院旧址上建立新房子的预案，这里的新街道以米德尔斯堡的前球员命名，其中包括布莱恩·克拉夫。
2007年7月31日，德比郡和诺丁汉森林两队在普莱德公园球场联合举办布莱恩·克拉夫杯足球赛。两家俱乐部宣布，在以后两队在联赛、杯赛或者友谊赛中相遇时，比赛都将被命名为布莱恩·克拉夫锦标赛，比赛的收益将捐给东部地区的慈善机构。
2009年4月，德比郡宣布将会在普莱德公园球场外面树立一尊克拉夫和泰勒在一起的雕像。雕刻家安迪·爱德华兹负责雕刻这尊雕像。2010年8月27日，克拉夫和泰勒的雕像在一次社区活动中揭幕并在第二天向公众开放。
2006年，英国作家大卫·皮斯发表小说《玩轉列斯聯》，描述布莱恩·克拉夫在利兹联44天的执教经历。小说在2009年被改编为电影，电影中布莱恩·克拉夫由威尔士演员饰演。

## 執教球隊榮譽
英格兰德比郡 Derby County
- 英格兰足球甲级聯賽冠军：1971/1972 （当时的最高级别联赛）
- 英格兰足球乙级聯賽冠军：1968/1969 （当时的第二级别联赛）
- 德士古杯冠军：1971/1972
- 沃特尼·曼恩邀请杯冠军：1970

英格兰诺丁汉森林 Nottingham Forest
- 英格兰足球甲级聯賽冠军：1977/1978 （当时的最高级别联赛）
- 英格兰联赛杯冠军: 1977/1978，1978/1979, 1988/1989, 1989/90
- 英格兰足总会员杯冠军: 1988/1989，1991/1992
- 英格兰社区盾冠军: 1978
- 欧洲冠军联赛冠军: 1978/1979，1979/1980
- 欧洲超级杯冠军: 1979
- 英苏杯冠军: 1976/1977

个人荣誉
- 英格兰年度最佳教练: 1977/1978
- Sunderland Solid Gold XI

## 数据

### 教练
| 哈特尔普尔联 | 英格兰 | 1965年10月1日 | 1967年5月1日   | 84   | 35  | 13  | 36  | 41.67 |
| 德比郡       | 英格兰 | 1967年6月1日  | 1973年10月15日 | 289  | 135 | 70  | 84  | 46.71 |
| 布莱顿       | 英格兰 | 1973年11月1日 | 1974年7月30日  | 32   | 12  | 8   | 12  | 37.50 |
| 利兹联       | 英格兰 | 1974年7月30日 | 1974年9月12日  | 7    | 1   | 3   | 3   | 14.29 |
| 诺丁汉森林   | 英格兰 | 1975年1月6日  | 1993年5月8日   | 907  | 411 | 246 | 250 | 45.31 |
| 总计         | 总计   | 总计          | 总计           | 1319 | 594 | 340 | 385 | 45.03 |